# Partage dans les mêmes conditions
 (septembre 2023).

L'icône Share-Alike de Creative Commons, une variante du symbole copyleft

Le partage dans les mêmes conditions (Share-alike en anglais, ou encore partage à l'identique ou réciprocité) est une clause contractuelle, utilisée à l'origine par le projet Creative Commons, pour décrire des œuvres ou des licences qui nécessitent que des copies ou des adaptations de l'œuvre soient publiées sous une licence identique ou similaire à l'original. Les licences Copyleft sont des licences de contenu ou de logiciel libre soumises à une condition de partage.
Il existe deux licences Creative Commons actuellement pour lesquelles la condition de partage dans les mêmes conditions  s'applique : Creative Commons Attribution-ShareAlike (une licence copyleft de contenu libre) et Creative Commons Attribution-NonCommercial-ShareAlike (une licence propriétaire).
Cette clause a également été utilisée au delà du contexte du droit d'auteur et désigne le même concept pour une licence de brevet.

## Copyleft
Les licences copyleft constituent la plus grande sous-catégorie de licences Share-alike. Ils incluent à la fois des licences de contenu libre comme Creative Commons Attribution-ShareAlike et des licences de logiciels libres comme la GNU General Public License. Ces licences ont été décrites de manière péjorative comme des licences virales, car l'inclusion d'une clause copyleft dans une œuvre plus vaste nécessite généralement que l'intégralité de l'œuvre soit réalisée en copyleft.
La clause de réciprocité est utilisée à la fois dans des licences copyleft, mais a également dans certaines licences non libres, comme par exemple la licence réciproque limitée Microsoft.
Les licences de contenu et de logiciels libres sans exigence de partage à l'identique sont des licences permissives.

## Creative Commons
Comme pour les six licences Creative Commons actuelle, CC Attribution-ShareAlike et CC Attribution-NonCommercial-ShareAlike nécessitent une attribution. Selon Creative Commons, l'avantage de cette licence est que les futurs utilisateurs ne peuvent pas ajouter de nouvelles restrictions à un dérivé de votre œuvre ; leurs dérivés doivent être licenciés selon ces mêmes conditions.
Les versions 3.0 et 4.0 des licences ShareAlike incluent une clause de compatibilité, permettant à Creative Commons de déclarer d'autres licences comme compatibles. En conséquence, les œuvres dérivées peuvent les utiliser en lieu et place de la licence de l'œuvre originale.

### Historique des versions
Au fil des ans, Creative Commons a publié 5 versions des licences BY-SA et BY-NC-SA : 1.0, 2.0, 2.5, 3.0 et 4.0.
- Attribution-ShareAlike Version 1.0 Générique[4] et Attribution-NonCommercial-ShareAlike Version 1.0 Générique [5] – Sortie en décembre 2002
- Attribution-ShareAlike Version 2.0 Générique[6] et Attribution-NonCommercial-ShareAlike Version 2.0 Générique [7] – Sortie en mai 2004
- Attribution-ShareAlike Version 2.5 Générique[8] et Attribution-NonCommercial-ShareAlike Version 2.5 Générique [9] – Sortie en juin 2005
- Attribution-ShareAlike version 3.0 non portée[10] et Attribution-NonCommercial-ShareAlike version 3.0 non portée [11] – Sortie en mars 2007
- Attribution-ShareAlike Version 4.0 International[12] et Attribution-NonCommercial-ShareAlike Version 4.0 International [13] – Sortie en novembre 2013